# Bhagatdih
Bhagatdih là một census town ở quận Dhanbad ở bang Jharkhand, Ấn Độ.

## Dân số
Theo cuộc điều tra dân số năm 2001 của Ấn Độ,India Bhagatdih có một dân số 33.263 người. Nam giới chiếm 55% dân số và nữ giới chiếm 45% dân số. Bhagatdih có một tỷ lệ biết chữ là 58%, thấp hơn mức trung bình của quốc gia là 59,5%; với 64% đàn ông biết chữ và 36% phụ nữ biết chữ. 15% dân số dưới 6 tuổi.